# Heideschuinschild
De heideschuinschild (Trapezonotus desertus) is een wants uit de familie van de bodemwantsen (Lygaeidae). De soort werd het eerst wetenschappelijk beschreven door Gustav Seidenstücker in 1951.

## Uiterlijk
De heideschuinschild is soms langvleugelig (macropteer) en soms kortvleugelig (brachypteer) en kan 3.5 tot 4.5 mm lang worden. Bij de kortvleugelige varianten zijn meestal twee of drie achterlijfsegmenten niet bedekt door de vleugels. De kop, het scutellum en het begin van het halsschild zijn grijszwart. Het halsschild is trapeziumvormig met een bruine achterrand en bruinzwarte putjes. Het hoornachtige gedeelte van de voorvleugels heeft een donkerbruine vlek, het bruine doorzichtige gedeelte van de voorvleugels heeft witte aders. De antennes zijn zwart, bij de mannetjes is het eerste segment geelbruin. Bij de mannetjes zijn de voorpoten geelrood en de middenschenen vaak lichtbruin.

## Leefwijze
De bodemwants overleeft de winter als volwassen wants en er is een enkele generatie per jaar. De nieuwe generatie volwassen wantsen verschijnt in juli. Ze leven op de bodem in heidegebieden en lichte dennenbossen van de zaden van diverse planten.

## Leefgebied
De soort is in Nederland in het binnenland algemeen. Het verspreidingsgebied is Palearctisch, naar het oosten tot in Siberië, Centraal-Azië. De wants is ook te vinden in Noord-Amerika